# 로키 로메로

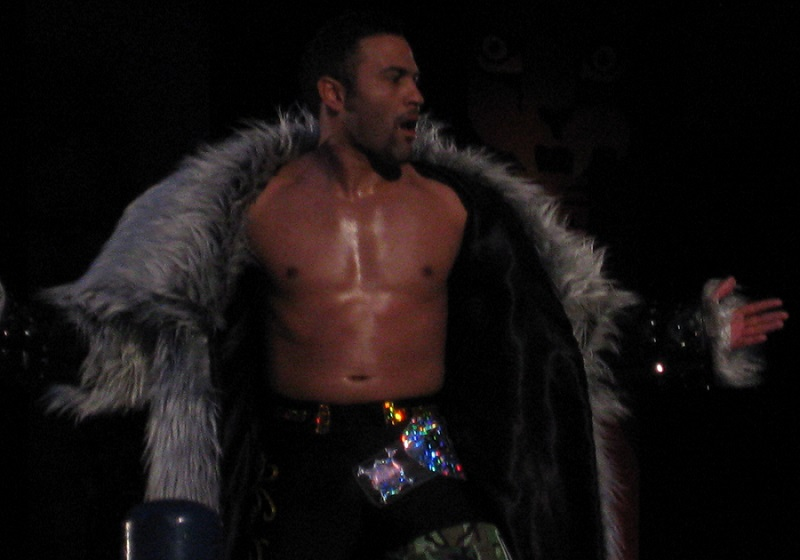
로키 로메로

존 R. 리베라(John R. Rivera, 1982년 10월 28일 ~ )는 로키 로메로(Rocky Romero)라는 링네임으로 잘 알려진 쿠바의 남자 프로레슬링선수다. 4대째 블랙 타이거로 신일본 프로레슬링에서 활약했다. 키는 171cm 몸무게는 78kg이다.